# Vilim Šipoš
Vilim Šipoš (Wilhelmsburg, 24. siječnja 1914. – Pariz, 1978.) bio je hrvatski nogometaš i nogometni reprezentativac.
Rođen je na brodu koji je plovio Dunavom, na kome mu je majka radila kao kuharica. Službeno se vodi da je rođen u Wilhelmsburgu u Austriji, gradu na rijeci Traisen, pedesetak kilometara zapadno od Beča.

### Reprezentativna karijera
Za nogometnu reprezentaciju Kraljevine Jugoslavije odigrao je 13 utakmica i postigao 1 pogodak, a za mađarsku reprezentaciju je odigrao dvije utakmice poslije Drugog svjetskog rata.